# Édson de Jesus Nobre
Édson de Jesus Nobre, bekannt als Édson (* 2. März 1980 in Benguela) ist ein ehemaliger angolanischer Fußballspieler. Der offensive Mittelfeldspieler spielte den Großteil seiner Karriere in Portugal, wo er seit 1987 lebt.

## Karriere
Die Laufbahn von Édson begann im Jahr 1999 bei GD Mealhada in der vierten portugiesischen Liga. Über Anadia FC kam er im Jahr 2003 zu Oliveira do Bairro SC in die Segunda Divisão, die dritte portugiesische Liga. Im Sommer 2005 verpflichtete ihn Erstligist FC Paços de Ferreira. Dort wurde er zur Stammkraft im Mittelfeld und avancierte im Jahr 2005 zum Nationalspieler, als er am 16. November im Freundschaftsspiel gegen Japan debütierte. Édson gehörte zum angolanischen Aufgebot für die Weltmeisterschaft 2006 und kam dort im Vorrundenspiel gegen Portugal zum Einsatz. Im März 2009 kam er zu seinem letzten von insgesamt 16 Länderspielen.
Im Sommer 2009 verließ Édson Paços de Ferreira und wechselte zu Ethnikos Achnas nach Zypern. Dort konnte er sich nicht durchsetzen und schloss sich Anfang 2010 dem angolanischen Klub CRD Libolo an. Im Sommer 2010 kehrte er nach Portugal zurück, konnte aber an frühere Leistungen nicht mehr anknüpfen. Im Jahr 2012 beendete er seine Karriere.